# Clathria foraminifera
Clathria foraminifera är en svampdjursart som först beskrevs av Burton och Rao 1932.  Clathria foraminifera ingår i släktet Clathria och familjen Microcionidae. Inga underarter finns listade i Catalogue of Life.